# Kwangmyŏngsŏng 4
Kwangmyŏngsŏng 4 (hangeul : 광명성 4호 ; hanja : 光明星4號) ou KMS 4 est un  satellite d'observation de la Terre de classe Kwangmyŏngsŏng lancé le 7 février 2016 par la république populaire démocratique de Corée à l'aide d'un lanceur Unha à la base de lancement de Sohae dans la province du Pyongan du Nord.

## Pré-lancement
Le 2 février 2016, la Corée du Nord annonce à l'Organisation maritime internationale son intention de lancer un satellite d'observation de la Terre Kwangmyŏngsŏng avec une fenêtre de lancement du 8 au 25 février entre 22:30 UTC et 03:30 UTC. L'annonce inclut également les zones de dépôt pour le premier étage, le carénage de charge utile et le deuxième étage de la fusée. Ces zones sont semblables à celles désignées pour le lancement de Kwangmyŏngsŏng 3 numéro 2.
Le 6 février 2016, la Corée du Nord annonce à l'Organisation maritime internationale que la fenêtre de lancement est avancée du 14 au 7 février.

## Lancement
Le satellite est lancé le 7 février 2016 à 00:30 UTC à proximité d'une orbite héliosynchrone adapté pour un satellite d'observation de la terre, à l'aide d'un lanceur Unha, à la base de lancement de Sohae dans la province du Pyongan du Nord.

## Réactions internationales
Le gouvernement nord-coréen organise un feu d'artifice le 7 février 2016 afin de commémorer le lancement.
Le lancement est accusé d'être un test d'un missile interdit (Unha est la version de lancement de satellites Taepodong-2) capable de frapper les États-Unis. Le lancement a été fermement condamné par le Conseil de sécurité de l'ONU qui le qualifie de « provocation intolérable ».
Le lancement incite la Corée du Sud et les États-Unis à déclarer qu'ils allaient explorer la possibilité de déployer le Terminal High Altitude Area Defense (THAAD), un système de défense antimissile de pointe en Corée du Sud, fortement contesté par la Chine.